# Echeandia matudae
Echeandia matudae är en sparrisväxtart som beskrevs av Robert William Cruden. Echeandia matudae ingår i släktet Echeandia och familjen sparrisväxter. Inga underarter finns listade i Catalogue of Life.